# Instituto Brasileiro de Direito da Informática

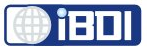
Logotipo do IBDI.

O Instituto Brasileiro de Direito da Informática (IBDI), formalmente Instituto Brasileiro de Política e Direito da Informática, é uma associação civil sem fins lucrativos, religiosos ou partidários, que desenvolve atividades dirigidas ao ensino, a pesquisa científica, ao desenvolvimento tecnológico, a proteção e preservação do meio ambiente, a cultura e a saúde, especialmente para implementar atividades e pesquisas que tenham por objeto o estudo científico do Direito e, em especial, do Direito da Informática, também conhecido como Direito Digital e Direito Eletrônico.

## História
Como feitos notáveis, realizou em 2000 o I Congresso de Direito e Tecnologias da Informação (Cibercon) no Tribunal Regional Federal da 5ª Região, que contou com a palestra magna do Prof. Lawrence Lessig. Realizou em 2002 o II Cibercon, no Superior Tribunal de Justiça (STJ), que culminou na edição da Revista Jurídica do Centro de Estudos Judiciários nº 19 do Conselho da Justiça Federal, de dezembro de 2002, sobre Direito e Tecnologias da Informação. E em 2004 realizou o III Cibercon, em Salvador, na Bahia.
O IBDI, em conjunto com o IMP - Instituto dos Magistrados de Pernambuco, realizou ainda, em 21 de novembro de 2003, o "Seminário Internacional sobre Direito da Informática", no auditório do Fórum do Recife. Também coordenou e realizou, em 10 de dezembro de 2004, o Seminário "O Judiciário no Limiar de Um Novo Tempo: Agilidade e Segurança online através da Certificação Digital e Documentação Eletrônica" e a "Conferência Interamericana de Arbitragem e Direito na Internet" nos dias 08 e 09 de dezembro de 2005, no Recife.
Nos dias 23 e 24 de novembro de 2006, o IBDI, novamente em conjunto com o IMP - Instituto dos Magistrados de Pernambuco, realizou o 1º Congresso sobre Direito de Informática e Telecomunicações - TELECON, que desde de sua primeira edição conta com o apoio do Comitê Gestor da Internet no Brasil (CGI.br), entre outras entidades.
No ano de 2007, o IBDI firmou parceria com a SUCESU–PE - Sociedade dos Usuários de Informática e Telecomunicações de Pernambuco, e realizou o 2º TELECON, nos dias 08 e 09 de novembro.
No ano de 2008, o 3º TELECON foi realizado nos dias 20 e 21 de novembro. O 4º TELECON foi realizado nos dias 3 e 4 de dezembro de 2009.
O IBDI habilitou-se como "amicus curiae" na Ação Direta de Inconstitucionalidade nº 3.059, que tramita perante o Supremo Tribunal Federal (STF), proposta pelo Partido da Frente Liberal (PFL), atual Democratas (DEM), que teve suspensa via liminar a eficácia da Lei nº 11.871/2002, do Rio Grande do Sul, lei estadual pioneira na adoção preferencial de softwares abertos pela Administração Pública.
Primeira Estrutura At Large (ALS) brasileira habilitada a representar os usuários finais da América Latina e Caribe (LAC), uma das cinco Organizações Regionais At-Large (RALO), junto ao órgão que controla e regulamenta os nomes de domínio mundiais, a Corporação da Internet para Atribuição de Nomes e Números (ICANN).
Entre seus atuais diretores, além de mestres e doutores, o IBDI conta com um juiz de Direito, dois integrantes da Comissão de Informática e Estatística do Conselho Federal da OAB, e um membro suplente do Comitê Gestor da Internet no Brasil, representante da comunidade científica e tecnológica.
A entidade publica semestralmente, desde 2006, a Revista de Direito das Novas Tecnologias.